# Antatelson tuberculatum
Antatelson tuberculatum is een vlokreeftensoort uit de familie van de Stenothoidae. De wetenschappelijke naam van de soort is voor het eerst geldig gepubliceerd in 1989 door Andres.